# Marshall Wayne
Marshall Wayne, född 25 maj 1912 i Saint Louis i Missouri, död 16 juni 1999 i Hendersonville i North Carolina, var en amerikansk simhoppare.
Wayne blev olympisk guldmedaljör i höga hopp vid sommarspelen 1936 i Berlin.